# Vincent Schiavelli
Vincent Andrew Schiavelli (Brooklyn, Nueva York, 11 de noviembre de 1948-Polizzi Generosa, Sicilia, 26 de diciembre de 2005) fue un actor estadounidense de ascendencia italiana, notorio por su trabajo en teatro, cine y televisión.

## Biografía

### Inicios
Schiavelli nació en Brooklyn, Nueva York, en una familia de origen siciliano. Asistió a la Bishop Loughlin Memorial High School de adolescente y estudió Actuación a través del Programa de Teatro de la New York University. Comenzó a actuar en teatro en los años sesenta.

### Carrera
Schiavelli debutó en el cine en 1971 con la película Taking Off, del director de origen checo Miloš Forman, quien contó con él para buena parte de sus proyectos posteriores. Fue con este realizador con el que interpretó algunos de sus papeles más aplaudidos, como el del lunático Frederickson en One Flew Over the Cuckoo's Nest (1975) o el criado de Salieri en Amadeus (1984), además de aparecer en cintas como Valmont (1989), Batman Returns (1992), The People vs. Larry Flynt (1996) o Man on the Moon (1999).
Con una altura de 1,96 m y un rostro que podía transformarse en una máscara lúgubre, Schiavelli encarnó a secundarios inolvidables, como en Ghost (1990), película en la que era el voluble fantasma del metro de Nueva York que ayudaba al personaje de Patrick Swayze a manejarse en el mundo material. El actor interpretó más de un centenar de personajes en cine y televisión, con apariciones en series que fueron desde Starsky y Hutch y Miami Vice hasta The X-Files.

### Vida privada
Schiavelli era nieto de un cocinero siciliano que le inculcó su amor por la cocina, lo que se tradujo en varios libros de recetas, en buena parte sicilianas, firmados por el actor. Estuvo casado en dos ocasiones, la primera con la actriz Allyce Beasley, de la que se divorció en 1988 después de tres años de matrimonio, y luego con la arpista Carol Mukhalian. En 2004 decidió trasladarse a Polizzi Generosa, un pequeño pueblo en las cercanías de la capital siciliana, Palermo, de donde era originaria su familia materna. Murió de cáncer a los 57 años de edad en su casa de Sicilia. La capilla ardiente del actor quedó instalada en el ayuntamiento de esa localidad, que declaró un día de luto, sus restos descansan en su cementerio.

## Filmografía
- 1971: Taking Off
- 1975: One Flew Over the Cuckoo's Nest
- 1978: Rescue from Gilligan's Island
- 1984: The Adventures of Buckaroo Banzai Across the 8th Dimension
- 1984: Amadeus
- 1989: Valmont
- 1990: Ghost
- 1991: No me mientas que te creo
- 1992: Batman Returns
- 1992: Highlander: The Series
- 1995: Poderes extraños
- 1995: Two Much (papel secundario: sumiller)
- 1996: The People vs. Larry Flynt
- 1997: El mañana nunca muere
- 1999: Man on the Moon
- 2001: Blancanieves
- 2002: Death to Smoochy
- 2003: Los indeseables